# Campionatul Asiatic de Handbal Feminin din 2018
Campionatul Asiatic de Handbal Feminin din 2018 a fost a 17-a ediție continentală a turneului organizat de Federația Asiatică de Handbal și s-a desfășurat între 30 noiembrie și 9 decembrie, în Kumamoto, Yamaga și Yatsushiro, Japonia. Competiția a contat și ca turneu de calificare asiatic la Campionatul Mondial de Handbal Feminin din 2019.

## Tragerea la sorți
Tragerea la sorți a avut loc pe 6 august 2018, la hotelul Nikko din Kumamoto.
Echipele au fost distribuite în urnele valorice în conformitate cu regulamentele Comisiei de Organizare a Competițiilor a Federației Asiatice de Handbal și cu clasamentele edițiilor anterioare ale competiției. Selecționatele naționale care nu au participat la ediția anterioară au fost distribuite în urna valorică 4.
| Urna 1                  | Urna a 2-a        | Urna a 3-a       | Urna a 4-a                                    |
| ----------------------- | ----------------- | ---------------- | --------------------------------------------- |
| Coreea de Sud · Japonia | China · Kazahstan | Iran · Hong Kong | Australia · Noua Zeelandă · India · Singapore |

## Grupele preliminare
Calendarul de mai jos respectă ora locală (UTC+9).

### Grupa A
| Loc | Echipa        | MJ | V | E | Î | GM  | GP  | DG   | Pct | Calificare                       |
| --- | ------------- | -- | - | - | - | --- | --- | ---- | --- | -------------------------------- |
| 1   | Japonia (H)   | 4  | 4 | 0 | 0 | 140 | 55  | +85  | 8   | Semifinalele                     |
| 2   | Kazahstan     | 4  | 3 | 0 | 1 | 148 | 95  | +53  | 6   | Semifinalele                     |
| 3   | Australia     | 4  | 2 | 0 | 2 | 99  | 105 | −6   | 4   | Semifinalele pentru locurile 5–8 |
| 4   | Iran          | 4  | 1 | 0 | 3 | 96  | 120 | −24  | 2   | Semifinalele pentru locurile 5–8 |
| 5   | Noua Zeelandă | 4  | 0 | 0 | 4 | 50  | 158 | −108 | 0   | Meciul pentru locurile 9–10      |

| 30 noiembrie 2018 16:45 | Australia  | 24 – 32 | Kazahstan        | Gimnaziul Yatsushiro, Yatsushiro Asistență: 800 Arbitri: Lee, Lee |
| 30 noiembrie 2018 16:45 | Potocki 12 | (15–15) | trei jucătoare 7 | Gimnaziul Yatsushiro, Yatsushiro Asistență: 800 Arbitri: Lee, Lee |
| 30 noiembrie 2018 16:45 | 3×         | Raport  | 1× 3×            | Gimnaziul Yatsushiro, Yatsushiro Asistență: 800 Arbitri: Lee, Lee |

| 30 noiembrie 2018 19:00 | Noua Zeelandă | 5 – 41 | Japonia  | Gimnaziul Yatsushiro, Yatsushiro Asistență: 1.500 Arbitri: Antić, Jakovljević |
| 30 noiembrie 2018 19:00 | Anastasiou 3  | (2–20) | Tanabe 9 | Gimnaziul Yatsushiro, Yatsushiro Asistență: 1.500 Arbitri: Antić, Jakovljević |
| 30 noiembrie 2018 19:00 | 5× 1×         | Raport | 2× 1×    | Gimnaziul Yatsushiro, Yatsushiro Asistență: 1.500 Arbitri: Antić, Jakovljević |

| 1 decembrie 2018 13:45 | Iran     | 26 – 41 | Kazahstan | Gimnaziul Yatsushiro, Yatsushiro Asistență: 360 Arbitri: Al-Mawt, Marhoon |
| 1 decembrie 2018 13:45 | Rajabi 6 | (12–18) | Abilda 10 | Gimnaziul Yatsushiro, Yatsushiro Asistență: 360 Arbitri: Al-Mawt, Marhoon |
| 1 decembrie 2018 13:45 | 4× 1×    | Raport  | 2× 3×     | Gimnaziul Yatsushiro, Yatsushiro Asistență: 360 Arbitri: Al-Mawt, Marhoon |

| 1 decembrie 2018 16:00 | Australia | 18–37  | Japonia    | Gimnaziul Yatsushiro, Yatsushiro Asistență: 1.500 Arbitri: Cheng, Zhou |
| 1 decembrie 2018 16:00 | Potocki 8 | (8–19) | Katsuren 8 | Gimnaziul Yatsushiro, Yatsushiro Asistență: 1.500 Arbitri: Cheng, Zhou |
| 1 decembrie 2018 16:00 | 4× 1×     | Raport | 2×         | Gimnaziul Yatsushiro, Yatsushiro Asistență: 1.500 Arbitri: Cheng, Zhou |

| 2 decembrie 2018 13:45 | Kazahstan          | 51 – 14 | Noua Zeelandă | Gimnaziul Yatsushiro, Yatsushiro Asistență: 500 Arbitri: Cheng, Zhou |
| 2 decembrie 2018 13:45 | Abilda, Khardina 8 | (26–5)  | Anastasiou 6  | Gimnaziul Yatsushiro, Yatsushiro Asistență: 500 Arbitri: Cheng, Zhou |
| 2 decembrie 2018 13:45 | 1× 2×              | Raport  | 3× 2×         | Gimnaziul Yatsushiro, Yatsushiro Asistență: 500 Arbitri: Cheng, Zhou |

| 2 decembrie 2018 16:00 | Australia  | 29 – 24 | Iran     | Gimnaziul Yatsushiro, Yatsushiro Asistență: 400 Arbitri: Lee, Lee |
| 2 decembrie 2018 16:00 | Potocki 12 | (12–11) | Janbaz 6 | Gimnaziul Yatsushiro, Yatsushiro Asistență: 400 Arbitri: Lee, Lee |
| 2 decembrie 2018 16:00 | 4× 1×      | Raport  | 4× 3× 1× | Gimnaziul Yatsushiro, Yatsushiro Asistență: 400 Arbitri: Lee, Lee |

| 4 decembrie 2018 16:45 | Noua Zeelandă | 12 – 28 | Australia | Gimnaziul Yamaga, Yamaga Asistență: 500 Arbitri: Cheng, Zhou |
| 4 decembrie 2018 16:45 | Hazelton 4    | (3–15)  | Mouncey 6 | Gimnaziul Yamaga, Yamaga Asistență: 500 Arbitri: Cheng, Zhou |
| 4 decembrie 2018 16:45 | 5× 2×         | Raport  | 2×        | Gimnaziul Yamaga, Yamaga Asistență: 500 Arbitri: Cheng, Zhou |

| 4 decembrie 2018 19:00 | Iran     | 8 – 31 | Japonia     | Gimnaziul Yamaga, Yamaga Asistență: 1.700 Arbitri: Al-Mawt, Marhoon |
| 4 decembrie 2018 19:00 | Baperi 3 | (5–15) | Yokoshima 7 | Gimnaziul Yamaga, Yamaga Asistență: 1.700 Arbitri: Al-Mawt, Marhoon |
| 4 decembrie 2018 19:00 | 3×       | Raport | 2×          | Gimnaziul Yamaga, Yamaga Asistență: 1.700 Arbitri: Al-Mawt, Marhoon |

| 5 decembrie 2018 16:45 | Noua Zeelandă | 19 – 38 | Iran     | Gimnaziul Yamaga, Yamaga Asistență: 500 |
| 5 decembrie 2018 16:45 | Anastasiou 7  | (10–20) | Baperi 6 | Gimnaziul Yamaga, Yamaga Asistență: 500 |
| 5 decembrie 2018 16:45 | 5× 1×         | Raport  | 1× 3×    | Gimnaziul Yamaga, Yamaga Asistență: 500 |

| 5 decembrie 2018 19:00 | Japonia  | 31 – 24 | Kazahstan              | Gimnaziul Yamaga, Yamaga Asistență: 1.550 |
| 5 decembrie 2018 19:00 | Tanabe 9 | (14–11) | Alexandrova, Tankina 6 | Gimnaziul Yamaga, Yamaga Asistență: 1.550 |
| 5 decembrie 2018 19:00 | 2× 4×    | Raport  | 4× 1×                  | Gimnaziul Yamaga, Yamaga Asistență: 1.550 |

### Grupa B
| Loc | Echipa        | MJ | V | E | Î | GM  | GP  | DG  | Pct | Calificare                       |
| --- | ------------- | -- | - | - | - | --- | --- | --- | --- | -------------------------------- |
| 1   | Coreea de Sud | 4  | 4 | 0 | 0 | 139 | 57  | +82 | 8   | Semifinalele                     |
| 2   | China         | 4  | 3 | 0 | 1 | 121 | 53  | +68 | 6   | Semifinalele                     |
| 3   | Hong Kong     | 4  | 2 | 0 | 2 | 82  | 114 | −32 | 4   | Semifinalele pentru locurile 5–8 |
| 4   | India         | 4  | 1 | 0 | 3 | 73  | 113 | −40 | 2   | Semifinalele pentru locurile 5–8 |
| 5   | Singapore     | 4  | 0 | 0 | 4 | 45  | 123 | −78 | 0   | Meciul pentru locurile 9–10      |

| 30 noiembrie 2018 16:45 | Singapore   | 7 – 35 | China        | Gimnaziul Yamaga, Yamaga Asistență: 700 Arbitri: Hizaki, Ikebuchi |
| 30 noiembrie 2018 16:45 | Ham, Leow 2 | (2–15) | Tian, Zhou 5 | Gimnaziul Yamaga, Yamaga Asistență: 700 Arbitri: Hizaki, Ikebuchi |
| 30 noiembrie 2018 16:45 | Raport      |        |              | Gimnaziul Yamaga, Yamaga Asistență: 700 Arbitri: Hizaki, Ikebuchi |

| 30 noiembrie 2018 19:00 | India    | 10 – 37 | Coreea de Sud    | Gimnaziul Yamaga, Yamaga Asistență: 600 Arbitri: Shimajiri, Ota |
| 30 noiembrie 2018 19:00 | Menika 4 | (5–17)  | trei jucătoare 7 | Gimnaziul Yamaga, Yamaga Asistență: 600 Arbitri: Shimajiri, Ota |
| 30 noiembrie 2018 19:00 | 4× 2×    | Raport  | 3× 2×            | Gimnaziul Yamaga, Yamaga Asistență: 600 Arbitri: Shimajiri, Ota |

| 1 decembrie 2018 13:45 | Hong Kong | 10–36  | China   | Gimnaziul Yamaga, Yamaga Asistență: 600 Arbitri: Mousavian, Kolahdouzan |
| 1 decembrie 2018 13:45 | Wu 4      | (2–16) | Liang 8 | Gimnaziul Yamaga, Yamaga Asistență: 600 Arbitri: Mousavian, Kolahdouzan |
| 1 decembrie 2018 13:45 | 1× 2×     | Raport | 3×      | Gimnaziul Yamaga, Yamaga Asistență: 600 Arbitri: Mousavian, Kolahdouzan |

| 1 decembrie 2018 16:00 | Singapore   | 9 – 41 | Coreea de Sud | Gimnaziul Yamaga, Yamaga Asistență: 700 Arbitri: Antić, Jakovljević |
| 1 decembrie 2018 16:00 | Chan, Wan 3 | (1–24) | Lee M. 10     | Gimnaziul Yamaga, Yamaga Asistență: 700 Arbitri: Antić, Jakovljević |
| 1 decembrie 2018 16:00 | 2× 1×       | Raport |               | Gimnaziul Yamaga, Yamaga Asistență: 700 Arbitri: Antić, Jakovljević |

| 2 decembrie 2018 13:45 | China | 29 – 12 | India    | Gimnaziul Yamaga, Yamaga Asistență: 800 |
| 2 decembrie 2018 13:45 | Jin 7 | (16–4)  | Menika 6 | Gimnaziul Yamaga, Yamaga Asistență: 800 |
| 2 decembrie 2018 13:45 | 3× 1× | Raport  | 2×       | Gimnaziul Yamaga, Yamaga Asistență: 800 |

| 2 decembrie 2018 16:00 | Singapore | 12 – 25 | Hong Kong | Gimnaziul Yamaga, Yamaga Asistență: 711 |
| 2 decembrie 2018 16:00 | Wan 4     | (7–13)  | Wong Y. 5 | Gimnaziul Yamaga, Yamaga Asistență: 711 |
| 2 decembrie 2018 16:00 | 5×        | Raport  | 1× 2×     | Gimnaziul Yamaga, Yamaga Asistență: 711 |

| 4 decembrie 2018 16:45 | Hong Kong    | 17 – 37 | Coreea de Sud | Gimnaziul Yatsushiro, Yatsushiro Asistență: 250 Arbitri: Mousavian, Kolahdouzan |
| 4 decembrie 2018 16:45 | Cheung Me. 4 | (7–19)  | Jung 10       | Gimnaziul Yatsushiro, Yatsushiro Asistență: 250 Arbitri: Mousavian, Kolahdouzan |
| 4 decembrie 2018 16:45 | 4× 1×        | Raport  | 1×            | Gimnaziul Yatsushiro, Yatsushiro Asistență: 250 Arbitri: Mousavian, Kolahdouzan |

| 4 decembrie 2018 19:00 | India             | 22 – 17 | Singapore | Gimnaziul Yatsushiro, Yatsushiro Asistență: 300 Arbitri: Lee, Lee |
| 4 decembrie 2018 19:00 | Anumit, H. Kaur 5 | (13–7)  | Wan 8     | Gimnaziul Yatsushiro, Yatsushiro Asistență: 300 Arbitri: Lee, Lee |
| 4 decembrie 2018 19:00 | 3×                | Raport  | 1×        | Gimnaziul Yatsushiro, Yatsushiro Asistență: 300 Arbitri: Lee, Lee |

| 5 decembrie 2018 16:45 | Coreea de Sud | 24 – 21 | China       | Gimnaziul Yatsushiro, Yatsushiro Asistență: 700 Arbitri: Antić, Jakovljević |
| 5 decembrie 2018 16:45 | Jung 8        | (14–12) | Jin, Zhou 4 | Gimnaziul Yatsushiro, Yatsushiro Asistență: 700 Arbitri: Antić, Jakovljević |
| 5 decembrie 2018 16:45 | 1×            | Raport  | 5× 1×       | Gimnaziul Yatsushiro, Yatsushiro Asistență: 700 Arbitri: Antić, Jakovljević |

| 5 decembrie 2018 19:00 | India     | 29 – 30 | Hong Kong    | Gimnaziul Yatsushiro, Yatsushiro Arbitri: Shimajiri, Ota |
| 5 decembrie 2018 19:00 | Menika 10 | (15–18) | Cheung Me. 8 | Gimnaziul Yatsushiro, Yatsushiro Arbitri: Shimajiri, Ota |
| 5 decembrie 2018 19:00 | 2×        | Raport  | 3×           | Gimnaziul Yatsushiro, Yatsushiro Arbitri: Shimajiri, Ota |

## Fazele eliminatorii

### Schemă
|  | Semifinalele  | Semifinalele |               |    | Finala | Finala |
|  |               |              |               |    |        |        |
|  | 7 decembrie   |              |               |    |        |        |
|  |               |              |               |    |        |        |
|  | Coreea de Sud | 31           |               |    |        |        |
|  | Coreea de Sud | 31           | 9 decembrie   |    |        |        |
|  | Kazahstan     | 23           |               |    |        |        |
|  | Kazahstan     | 23           | Coreea de Sud | 30 |        |        |
|  | 7 decembrie   |              | Coreea de Sud | 30 |        |        |
|  |               | Japonia      | 25            |    |        |        |
|  | Japonia       | Japonia      | 25            | 23 |        |        |
|  | Japonia       |              |               | 23 |        |        |
|  | China         | 21           |               |    |        |        |
|  | China         | 21           | Finala mică   |    |        |        |
|  |               |              |               |    |        |        |
|  | 9 decembrie   |              |               |    |        |        |
|  |               |              |               |    |        |        |
|  | Kazahstan     | 21           |               |    |        |        |
|  | Kazahstan     | 21           |               |    |        |        |
|  | China         | 27           |               |    |        |        |

Schema pentru locurile 5–8
|  | Semifinalele pentru locurile 5–8 | Semifinalele pentru locurile 5–8 |              |    | Locurile 5–6 | Locurile 5–6 |
|  |                                  |                                  |              |    |              |              |
|  | 7 decembrie                      |                                  |              |    |              |              |
|  |                                  |                                  |              |    |              |              |
|  | Australia                        | 31                               |              |    |              |              |
|  | Australia                        | 31                               | 8 decembrie  |    |              |              |
|  | India                            | 27                               |              |    |              |              |
|  | India                            | 27                               | Australia    | 30 |              |              |
|  | 7 decembrie                      |                                  | Australia    | 30 |              |              |
|  |                                  | Iran                             | 24           |    |              |              |
|  | Hong Kong                        | Iran                             | 24           | 17 |              |              |
|  | Hong Kong                        |                                  |              | 17 |              |              |
|  | Iran                             | 19                               |              |    |              |              |
|  | Iran                             | 19                               | Locurile 7–8 |    |              |              |
|  |                                  |                                  |              |    |              |              |
|  | 8 decembrie                      |                                  |              |    |              |              |
|  |                                  |                                  |              |    |              |              |
|  | India                            | 27                               |              |    |              |              |
|  | India                            | 27                               |              |    |              |              |
|  | Hong Kong                        | 31                               |              |    |              |              |

### Meciul pentru locurile 9–10
| 7 decembrie 2018 10:30 | Noua Zeelandă | 18 – 20 | Singapore  | Gimnaziul prefecturii Kumamoto, Kumamoto Asistență: 500 Arbitri: Cheng, Zhou |
| 7 decembrie 2018 10:30 | Mair 5        | (5–10)  | Gan, Wan 5 | Gimnaziul prefecturii Kumamoto, Kumamoto Asistență: 500 Arbitri: Cheng, Zhou |
| 7 decembrie 2018 10:30 | 2×            | Raport  | 5× 2×      | Gimnaziul prefecturii Kumamoto, Kumamoto Asistență: 500 Arbitri: Cheng, Zhou |

### Semifinalele pentru locurile 5–8
| 7 decembrie 2018 12:30 | Australia  | 31 – 27 | India    | Gimnaziul prefecturii Kumamoto, Kumamoto Asistență: 139 Arbitri: Al-Mawt, Marhoon |
| 7 decembrie 2018 12:30 | Potocki 13 | (16–13) | Prachi 7 | Gimnaziul prefecturii Kumamoto, Kumamoto Asistență: 139 Arbitri: Al-Mawt, Marhoon |
| 7 decembrie 2018 12:30 | 5× 3×      | Raport  | 8× 2×    | Gimnaziul prefecturii Kumamoto, Kumamoto Asistență: 139 Arbitri: Al-Mawt, Marhoon |

| 7 decembrie 2018 14:30 | Hong Kong    | 17 – 19 | Iran     | Gimnaziul prefecturii Kumamoto, Kumamoto Asistență: 650 Arbitri: Shimajiri, Ota |
| 7 decembrie 2018 14:30 | Cheung Me. 5 | (7–10)  | Janbaz 5 | Gimnaziul prefecturii Kumamoto, Kumamoto Asistență: 650 Arbitri: Shimajiri, Ota |
| 7 decembrie 2018 14:30 | 2× 1×        | Raport  |          | Gimnaziul prefecturii Kumamoto, Kumamoto Asistență: 650 Arbitri: Shimajiri, Ota |

### Semifinalele
| 7 decembrie 2018 16:45 | Coreea de Sud | 31 – 23 | Kazahstan | Gimnaziul prefecturii Kumamoto, Kumamoto Asistență: 830 Arbitri: Mousavian, Kolahdouzan |
| 7 decembrie 2018 16:45 | Shin 9        | (14–13) | Abilda 6  | Gimnaziul prefecturii Kumamoto, Kumamoto Asistență: 830 Arbitri: Mousavian, Kolahdouzan |
| 7 decembrie 2018 16:45 | 4× 3×         | Raport  | 2×        | Gimnaziul prefecturii Kumamoto, Kumamoto Asistență: 830 Arbitri: Mousavian, Kolahdouzan |

| 7 decembrie 2018 19:00 | Japonia | 23 – 21 | China | Gimnaziul prefecturii Kumamoto, Kumamoto Asistență: 1.380 Arbitri: Antić, Jakovljević |
| 7 decembrie 2018 19:00 | Hara 8  | (11–11) | Jin 9 | Gimnaziul prefecturii Kumamoto, Kumamoto Asistență: 1.380 Arbitri: Antić, Jakovljević |
| 7 decembrie 2018 19:00 | 4× 1×   | Raport  | 2× 3× | Gimnaziul prefecturii Kumamoto, Kumamoto Asistență: 1.380 Arbitri: Antić, Jakovljević |

### Meciul pentru locurile 7–8
| 8 decembrie 2018 13:45 | India    | 27 – 31 | Hong Kong    | Gimnaziul prefecturii Kumamoto, Kumamoto Asistență: 500 Arbitri: Lee, Lee |
| 8 decembrie 2018 13:45 | Prachi 7 | (15–17) | Cheung Me. 6 | Gimnaziul prefecturii Kumamoto, Kumamoto Asistență: 500 Arbitri: Lee, Lee |
| 8 decembrie 2018 13:45 | 4× 2×    | Raport  | 3×           | Gimnaziul prefecturii Kumamoto, Kumamoto Asistență: 500 Arbitri: Lee, Lee |

### Meciul pentru locurile 5–6
| 8 decembrie 2018 16:00 | Australia   | 30 – 24 | Iran      | Gimnaziul prefecturii Kumamoto, Kumamoto Asistență: 550 Arbitri: Hizaki, Ikebuchi |
| 8 decembrie 2018 16:00 | Guignard 10 | (13–12) | Fallahi 7 | Gimnaziul prefecturii Kumamoto, Kumamoto Asistență: 550 Arbitri: Hizaki, Ikebuchi |
| 8 decembrie 2018 16:00 | 3× 1×       | Report  | 7× 1×     | Gimnaziul prefecturii Kumamoto, Kumamoto Asistență: 550 Arbitri: Hizaki, Ikebuchi |

### Finala mică
| 9 decembrie 2018 12:45 | Kazahstan        | 21 – 27 | China            | Gimnaziul prefecturii Kumamoto, Kumamoto Asistență: 2.400 Arbitri: Shimajiri, Ota |
| 9 decembrie 2018 12:45 | trei jucătoare 4 | (11–13) | Huang Y., Zhou 6 | Gimnaziul prefecturii Kumamoto, Kumamoto Asistență: 2.400 Arbitri: Shimajiri, Ota |
| 9 decembrie 2018 12:45 | 3× 1×            | Raport  | 4× 3×            | Gimnaziul prefecturii Kumamoto, Kumamoto Asistență: 2.400 Arbitri: Shimajiri, Ota |

### Finala
| 9 decembrie 2018 15:00 | Coreea de Sud | 25 – 30 | Japonia           | Gimnaziul prefecturii Kumamoto, Kumamoto Asistență: 3.087 Arbitri: Al-Mawt, Marhoon |
| 9 decembrie 2018 15:00 | Ryu 11        | (15–14) | Hara, Yokoshima 5 | Gimnaziul prefecturii Kumamoto, Kumamoto Asistență: 3.087 Arbitri: Al-Mawt, Marhoon |
| 9 decembrie 2018 15:00 | 3× 1×         | Raport  | 5× 2×             | Gimnaziul prefecturii Kumamoto, Kumamoto Asistență: 3.087 Arbitri: Al-Mawt, Marhoon |

## Clasament final
| Loc | Echipă        |
| --- | ------------- |
| 1   | Coreea de Sud |
| 2   | Japonia       |
| 3   | China         |
| 4   | Kazahstan     |
| 5   | Australia     |
| 6   | Iran          |
| 7   | Hong Kong     |
| 8   | India         |
| 9   | Singapore     |
| 10  | Noua Zeelandă |

|  | Echipe calificate la Campionatul Mondial din 2019 |

## Statistici

### Clasamentul marcatoarelor
| Loc | Nume          | Echipă        | Goluri |
| --- | ------------- | ------------- | ------ |
| 1   | Sally Potocki | Australia     | 57     |
| 2   | Dana Abilda   | Kazahstan     | 40     |
| 3   | Menika        | India         | 32     |
| 3   | Jung Yu-ra    | Coreea de Sud | 32     |
| 5   | Jin Mengqing  | China         | 31     |

### Clasamentul portarilor
| Loc | Nume                   | Echipă    | Parade | Șuturi | %     |
| --- | ---------------------- | --------- | ------ | ------ | ----- |
| 1   | Manon Vernay           | Australia | 76     | 221    | 34,4% |
| 2   | Nina Shil              | India     | 62     | 208    | 29,8% |
| 3   | Jannat Aitenova        | Kazahstan | 47     | 169    | 27,8% |
| 4   | Fatemeh Khalili Behfar | Iran      | 42     | 145    | 28,9% |
| 5   | Sakura Hauge           | Japonia   | 27     | 73     | 36,7% |